# Lorenzo Viotti
Lorenzo Viotti, né le 15 mars 1990 à Lausanne, est un chef d'orchestre suisse. Il est actuellement directeur musical de l'Orchestre Gulbenkian, et chef d'orchestre désigné de l'Orchestre philharmonique des Pays-Bas (en), de l'Orchestre de chambre des Pays-Bas (en) et de l'Opéra national des Pays-Bas.

## Biographie
Lorenzo Viotti est fils du chef d'orchestre Marcello Viotti et de la violoniste Marie-Laurence Geneviève Jacqueline Bret. Il a un frère et deux sœurs, dont la chanteuse d'opéra Marina Viotti,.
Il étudie dès son plus jeune âge le piano, le chant et les percussions à Lyon. Après avoir échoué à l'examen d'entrée au Conservatoire de Vienne (il le réussira à sa deuxième tentative un an plus tard), il suit la classe de direction d'orchestre de Georg Mark (de) et joue en tant que percussionniste avec plusieurs orchestres, dont le Philharmonique de Vienne. Il poursuit ensuite ses études de direction d'orchestre à la Hochschule für Musik Franz Liszt de Weimar avec Nicolás Pasquet (en), terminant ses études en 2015. En parallèle de son parcours académique, il aime aussi jouer du funk et du jazz en tant que batteur, et intègre le groupe death metal de sa sœur Marina afin d'agrandir son vocabulaire musical,.
Il débute à l’opéra en dirigeant Les Noces de Figaro au Théâtre de Schönbrunn en 2013. La même année, il est primé du Concours international de direction d'orchestre de Cadaquès. En 2015, il remporte le prix Nestlé des jeunes chefs d'orchestre du Festival de Salzbourg. En 2016, il débute en dirigeant le Royal Concertgebouw Orchestra d’Amsterdam, l’Orchestre Symphonique de Vienne et l'Orchestre de chambre du Festival de Verbier. La même année, il remporte le concours de direction d'orchestre du MDR Sinfonieorchester. En 2017, il est choisi comme révélation de l'année par l'International Opera Award (en).
En janvier 2017, Viotti dirige pour la première fois l'Orchestre Gulbenkian en tant que chef invité, et revient au cours de la même saison pour une deuxième apparition. En octobre 2017, l'Orchestre Gulbenkian annonce la nomination de Viotti comme son prochain directeur musical, à partir de la saison 2018-2019 et avec un contrat de trois saisons. En février 2018, il est le premier chef d'orchestre invité de l'Orchestre philharmonique des Pays-Bas (en) (NedPhO). En avril 2019, le NedPhO annonce la nomination de Viotti comme son prochain chef d'orchestre, à partir de la saison 2021-2022. Avec cette nomination, Viotti devient simultanément chef d'orchestre de l'Orchestre de chambre des Pays-Bas (en) et de l'Opéra national des Pays-Bas. En 2019, il dirige en tant que chef invité l'orchestre de l'Opéra de Paris et l'orchestre symphonique de Montréal.
Lorenzo Viotti est ambassadeur officiel de marque de luxe Bulgari depuis 2021.
En 2024, il est nommé directeur musical de l'Orchestre symphonique de Tokyo à partir d'avril 2026.

## Distinctions
- International Opera Award dans la catégorie « nouveau venu » (2017)[14].